# 印岐志呂神社
印岐志呂神社（いきしろじんじゃ）は、滋賀県草津市片岡町に鎮座する神社である。

## 祭神
- 大己貴命
- 国常立尊

## 歴史
天智天皇の時代に創祀されたという。延喜式神名帳に記載の式内社である。社伝によると、仁寿元年に正六位の神階を受けたという。建武の乱では、建武3年、足利方の小笠原貞宗と建武政権方の比叡山・新田義貞との合戦の際戦場となったり（近江の戦い）、織田信長による六角氏攻めでの戦場になるなど、度々の戦禍にさらされた。明治9年に郷社、大正6年に県社に加列した。

## 神紋
左三ッ巴

## 祭事
- 例祭　　　5月3日

## 境内社
- 二宮神社
- 三宮神社
- 樹下神社
- 若宮神社
- 稲荷神社
- 恵比須神社
- 奥御前神社

## 文化財
- 広鋒銅矛